# Robert Post
Robert Post, pseudonimo di Robert Øien Fylling (Langevåg, 20 marzo 1979), è un cantautore norvegese, che attualmente vive e lavora a Londra.
Robert Post ha vinto due premi Spellemannprisen (l'equivalente norvegese dei Grammy Award) nel 2005 per il suo album di debutto. Ha girato in tournée con Aimee Mann, Rufus Wainwright, Ray Lamontagne, Texas, Natalie Imbruglia e Jason Mraz.

## Biografia
Robert Post nasce nel 1979 a Langevag, cittadina all'estremo della Norvegia quasi totalmente spopolata a causa della bassa temperatura. Inizialmente, fece il muratore ed il venditore di tegole, ma ben presto si stabilì a Londra, dove scrisse e registrò il singolo Got None, con cui ha raggiunto il successo.

## Discografia

### Album
- Robert Post (2005) Mercury Records, numero 79 UK Album Chart, numero 12 Norwegian Album Chart, numero 77 Italian Album Chart, numero 67 French Album Chart
- Disarm & Let Go(2009) Bobfloat Music/Playground Music
- Rhetoric Season One (2011) Bobfloat Music/Musikkoperatørene
- The Button Moulder (2013) Bobfloat Music/Musikkoperatørene

### EPs
- Ocean Sessions (2007) Bobfloat Music
- Live at Ocean Sound Recordings (2011) Bobfloat Music

### Singoli
- Got None (2005) Mercury Records - numero 1 Italian Airplay Chart, numero 5 Norwegian Airplay Chart, numero 12 UK Airplay Chart, numero 42 UK Singles Chart
- There's One Thing (2005) Mercury Records
- Try, Try, Try (2007) Bobfloat Music
- Beirut / The Boy With The Hood (2009) Bobfloat Music/Playground Music
- Landing / Frontline (2011) Bobfloat Music/Musikkoperatørene
- My Body (2013) Bobfloat Music/Musikkoperatørene